# Thonon-les-Bains
Thonon-les-Bains é uma cidade e uma comuna francesa do departamento da Alta Saboia, da região de Auvérnia-Ródano-Alpes

## Toponimia
O nome Thonon-les-Bains parece ter origem celta, Thonon pode ter derivado de dunon significando praça fortificada

## Situação
Situada nas margens do Lago Lemano, encontra-se no chamado  Chablais Saboiardo, a 10 km da capital da região Évian-les-Bains e a 35 Km de Genebra.

## Cidade
O centro histórico, tendo a Grande Rua como fulcro, é caracterizado por ruas estreitas, com edifícios de três ou quatro andares, ao lado da mais antiga rua da cidade, a Rua do canto do Galo.

### Transportes públicos
Além dos transportes públicos habituais. Thonon possui um funicular com 230 m de comprido dos quais 86,8 m em curva, e que liga a parte alta da cidade - le Belvédère - com a beira do lago - Port de Rives. A particularidade deste teleférico é de se cruzar numa curva. É junto ao lago que se encontra a aldeia de pescadores, actividade de retoma importante nos dois países em que o lago é dividido.

### Transportes lacustres
Companhia Geral de Navegação sobre o lago Lemano  (CGN), assegura a ligação regular entre Thonon e outros portos em torno do Lago Lemano, principalmente com Yvoire (Fr) e Nyon (Ch) a Sul, e Évian-les-Bains (Fr) e Lausana (Ch) a Norte.

## Património

### Castelo de Ripaille
O Castelo de Ripaille é um castelo do século XVI numa propriedade junta ao Lago Lemano. Foi neste castelo que Amadeu VIII de Saboia acolheu o Papa Eugênio IV cerca de 1440. O castelo fica numa propriedade de 53 hectares com um arboretum com 58 essências (perfumes) diferentes e um domínio vinícula classificado entre o DOC - Vinho de Sabóia.
No meio da floresta foi inaugurado a 2 de Novembro de 1997 um monumento aos Justos.

### Castelo de Sonnaz
O  Castelo de Sonnaz, foi construído noséculo XV por Maria de Borgogna mulher do Amadeu VIII de Saboia e depois cedido á família Gerbaix de Sonnaz. É lá que está instalado o Turismo.

## Imagens

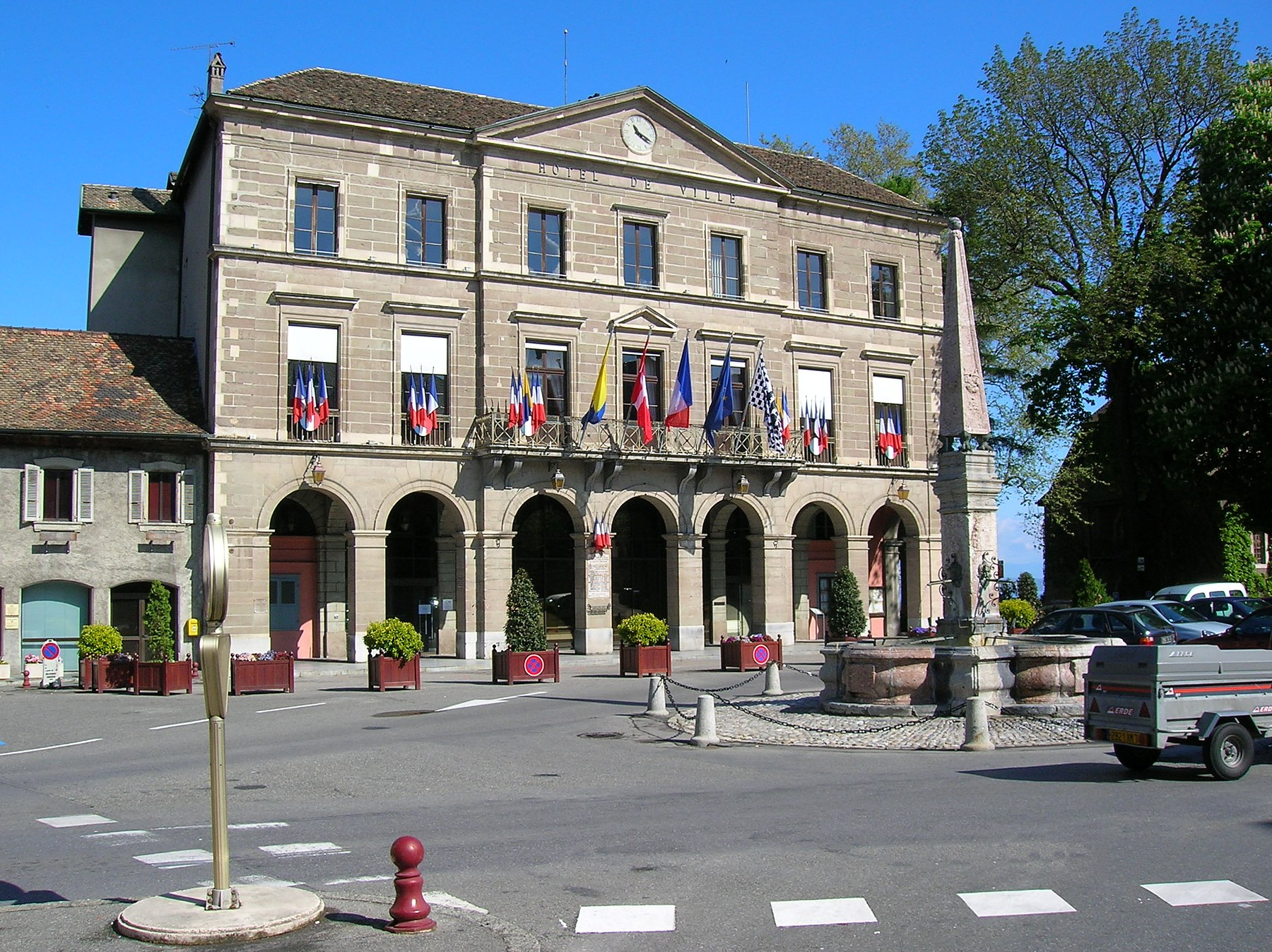
A Mairie
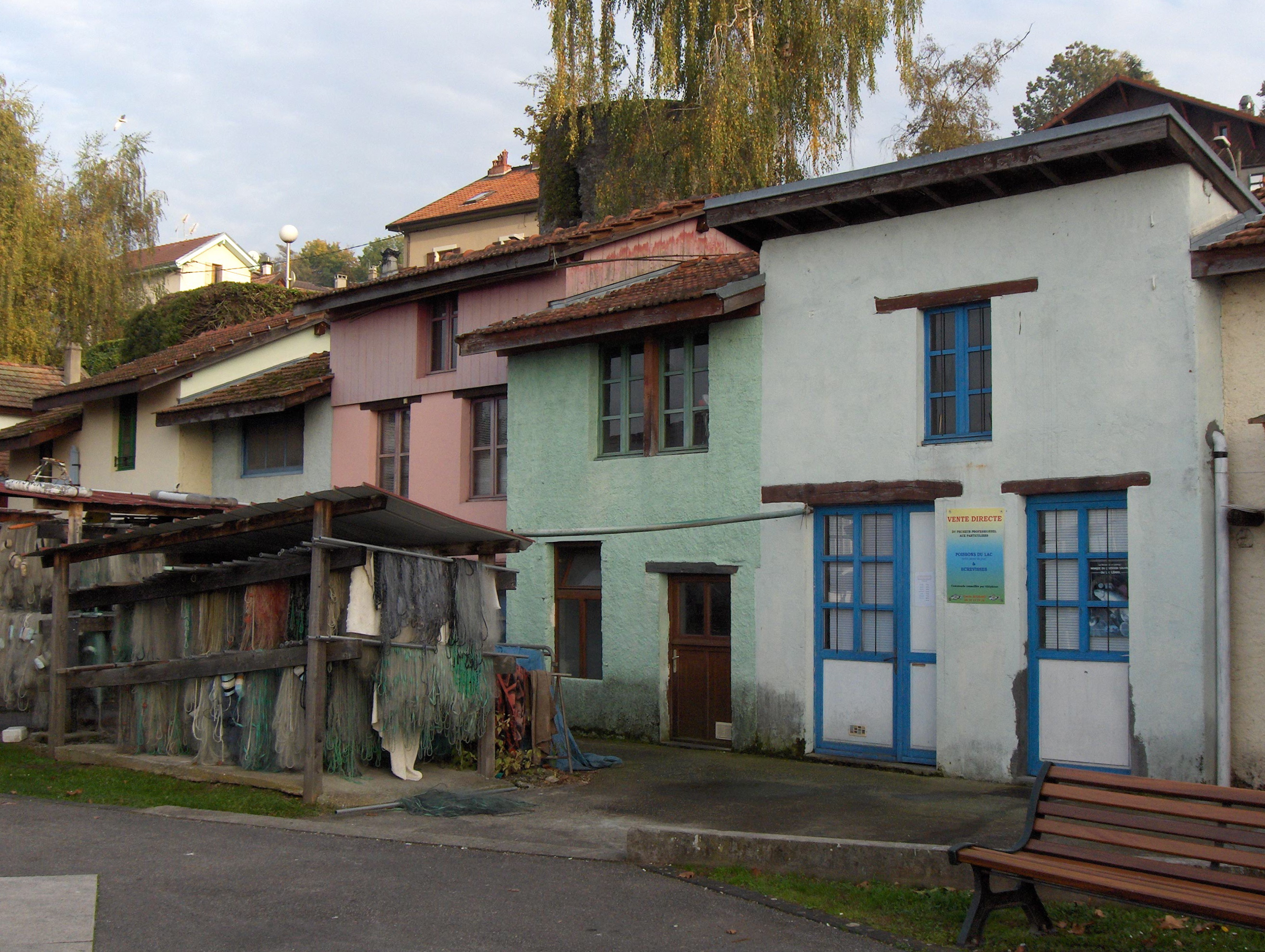
Aldeia dos pescadores junto ao lago
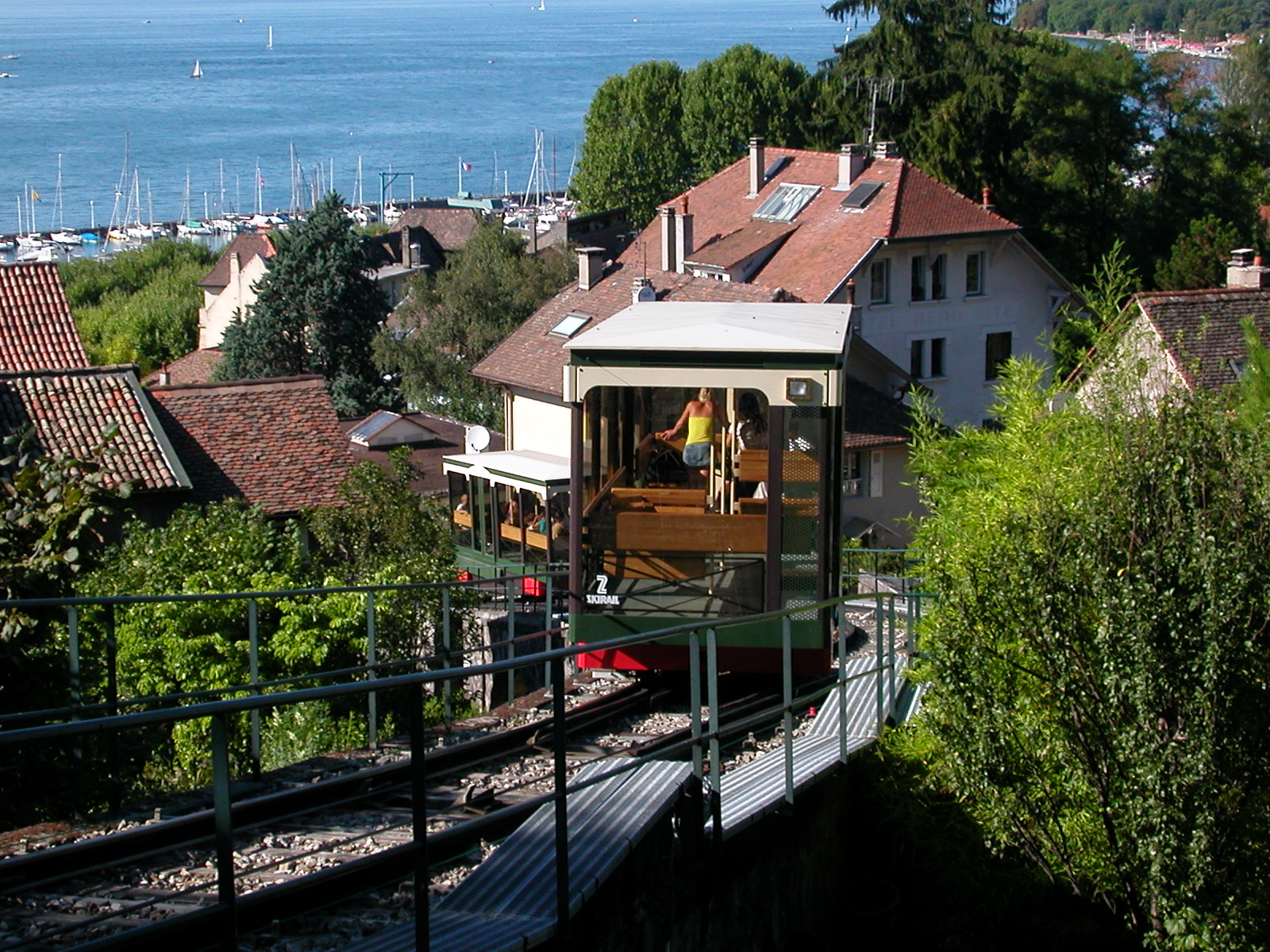
O Funicular
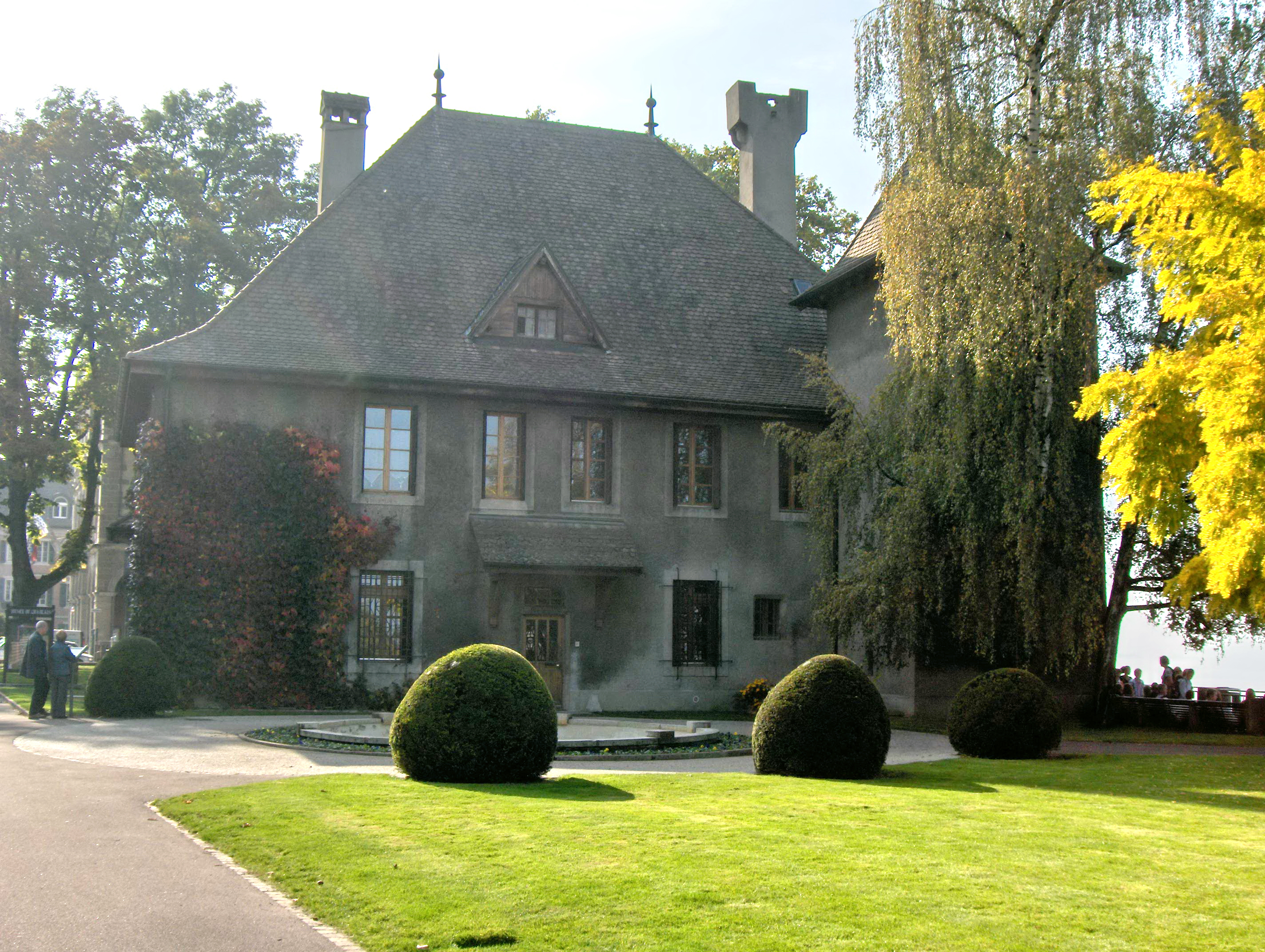
Castelo de Sonnaz